# Syd (Sängerin)
Sydney Bennett (geboren am 23. April 1992 in Los Angeles, Kalifornien) ist eine US-amerikanische Sängerin, Songwriterin und Musikproduzentin des Alternative R&B, die als Mitglied des Kollektivs Odd Future Wolf Gang Kill Them All und der Band The Internet bekannt wurde und danach eine Solokarriere begann, wobei sie ihre Musik unter dem kürzeren Namen Syd veröffentlichte.

## Biografie
Als Teenager baute sich Bennett ein eigenes Tonstudio in ihrem Zuhause und erlernte die technische Seite der Musikaufnahme. Außerdem begann sie für das Odd-Future-Kollektiv und mit diesem verbundene Projekte zu produzieren. Unter anderem nahm sie die Single Yonkers von Tyler, The Creator, die eine goldene Schallplatte der RIAA erhielt, auf und mischte sie ab.
2011 gründete sie The Internet und veröffentlichte mit der Band bis 2015 drei Alben. Anschließend begann sie eine Solokarriere und veröffentlichte 2017 über Columbia Records ihr Debüt Fin, mit dem sie sich auf Rang 75 der Billboard 200 platzieren konnte.

## Diskografie
- 2017: Fin (Columbia Records)